# Montanejos (kommun)
Montanejos är en kommun i Spanien.   Den ligger i provinsen Província de Castelló och regionen Valencia, i den östra delen av landet, 270 km öster om huvudstaden Madrid. Antalet invånare är 620.